# Página Siete
Página Siete fue un diario boliviano de circulación y alcance nacional, fundado el 24 de abril de 2010 en la ciudad de La Paz, Bolivia y editado desde la misma sede de gobierno del país. Periódico generalista, tiene inclinación por la información política y económica, aunque sus secciones de crónicas y reportajes son también importantes. Dejó de funcionar el 29 de junio de 2023.

## Historia
El periódico fue fundado en 2010 por Raúl Garafulic, primer presidente del Directorio, y Raúl Peñaranda, su antiguo director. Garáfulic es un conocido empresario de medios en Bolivia y fue propietario en la década de 1990 de los diarios La Razón y Extra, así como de la red televisiva ATB. Peñaranda es un periodista boliviano de amplia trayectoria y ha trabajado en los diarios Última Hora y La Razón.
Isabel Mercado Heredia, asumió la dirección en diciembre de 2016.

### Directores
Desde su fundación, el periódico Página Siete ha estado bajo el mando de cuatro diferentes directores entre ellos; Raúl Peñaranda (2010-2013), Juan Carlos Salazar (2013-2016) e Isabel Mercado (2016-2021). El 1 de julio de 2021 asumió el mando la periodista Mery Vaca Villa.
| Directores de Página Siete     | Periodo como Director                          | Tiempo de Duración en el Cargo | Referencias |
| ------------------------------ | ---------------------------------------------- | ------------------------------ | ----------- |
| Raúl Peñaranda Undurraga       | 24 de abril de 2010 - 22 de agosto de 2013     | 3 años, 3 meses y 28 días      |             |
| Juan Carlos Salazar del Barrio | 30 de agosto de 2013 - 16 de diciembre de 2016 | 3 años, 3 meses y 17 días      |             |
| Isabel Mercado Heredia         | 16 de diciembre de 2016 - 30 de junio de 2021  | 4 años, 6 meses y 14 días      |             |
| Mary Vaca Villa                | 1 de julio de 2021 - 29 de junio de 2023       | 2 años                         |             |

## Controversias
A lo largo de su breve historia, Página Siete ha sido objeto de diversas controversias. La más importante sucedió en 2012, cuando el presidente boliviano Evo Morales ordenó un juicio penal contra el periódico, acusándolo de haber distorsionado una declaración suya —se trataba de la primera acusación penal contra un diario en 30 años—, pero al final el proceso no se realizó. Sin embargo, las acusaciones contra Página Siete continuaron por parte de diferentes miembros del gobierno de Evo Morales y la sociedad, quienes aducían que este era un instrumento de los intereses de la ultraderecha de Chile. En 2013 el entonces director, Raúl Peñaranda, se disculpó por el error del medio y renunció a su puesto.

## Cierre del periódico
La población boliviana reaccionó con mucho interés o preocupación ante el cierre del periódico. Este publicó su última edición el  "29 de junio [...] tras 13 años de trabajo como aliado de la democracia".